# Тайкури
Тайкури́ — село в Україні, у Корнинській сільській громаді Рівненського району Рівненської області. Населення — 619 осіб.

## Географія
Село Тайкури розташоване за 14 км на південь від обласного центру. В селі бере початок річка Безіменна.

## Етимологія
Точного походження назви села Тайкури не визначено, але існує дві основні версії:
- від імені ченця Тайкура, що за переказами жив в печері на місцевих пагорбах;
- від словосполучення «Тайні гори» (у польській вимові буде як «Тайне Ґури», адже при набігах татар у них ховалися місцеві жителі).

## Історія

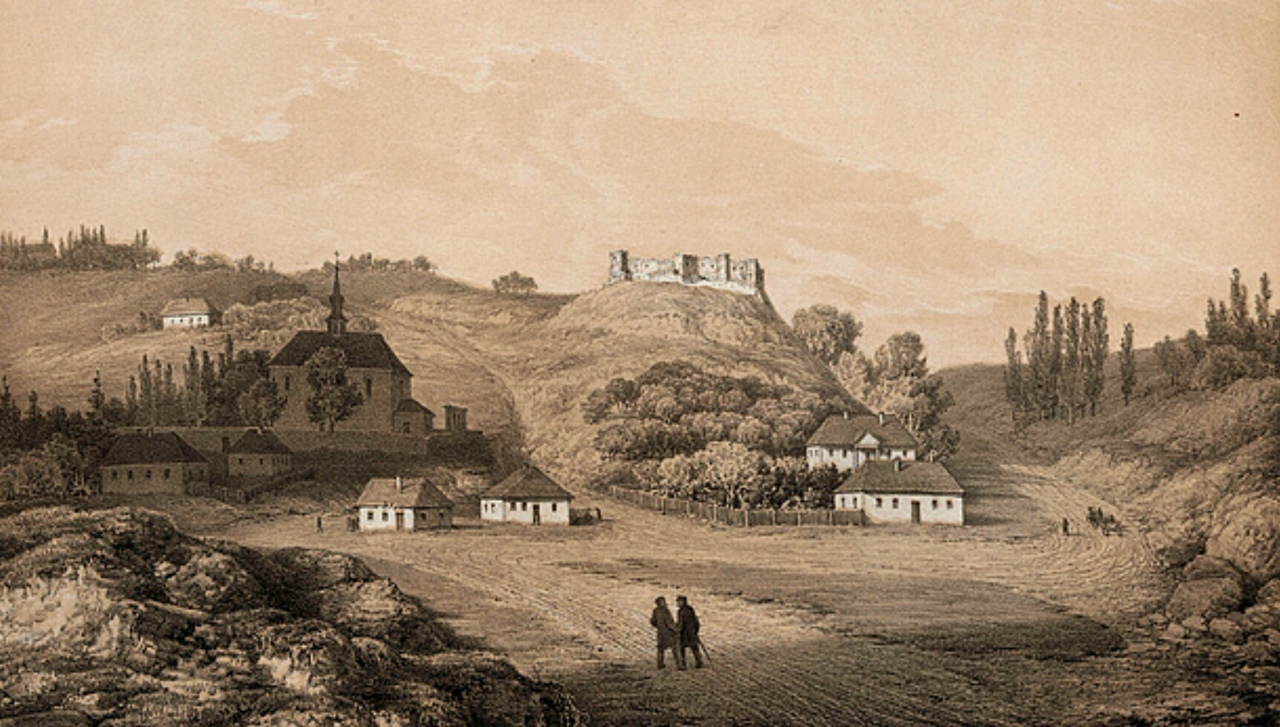
Тайкури, Наполеон Орда (XIX століття)

Перша згадка про Тайкури датується 1570 роком. В 1583 році село належало І. Шпановському; після весілля Теодори Шпановської (Чапличівної) з Юрієм Вишневецьким відійшли до впливового князівського роду Вишневецьких. Князь побудував кам'яний замок, залишки якого залишилися і понині. З 1614 року село отримало магдебурзьке право від Сигізмунда ІІІ. Після отримання містечком магдебурзького права його населення помітно збільшилося, пожвавилося ремісниче життя, також зафіксували міський герб із зображенням святого Юрія Змієборця, як знак оборонного містечка від набігів татар на Волинь. Місто активно ополячувалося, що призвело до знищення міських установ, замку та польського населення військом Богдана Хмельницького у ході Національно-визвольної війни. Але після укладання Зборівського договору Тайкури мусили залишитися за Річчю Посполитою. У 1650 році власником Тайкурів стає рід Сапегів, але невдовзі село переходить у власництво Чолганських, а вже на початку XVIII століття — до Пепловських. Біля підніжжя північного схилу замкової гори, збереглися руїни готичного костелу святого Лаврентія, збудованого одним з дідичів, Лаврентієм Пепловським у 1710 році, і закритим та зруйнованим радянською владою.

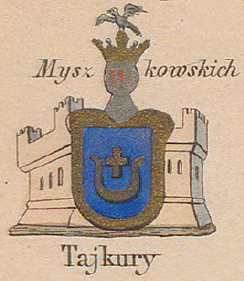
Тайкурський замок на мапі Зигмунда Герстмана

У 1731 році за кошти поміщика Яна Павла Пепловського тут була побудована Покровська церква, яка є діючою до сьогодні. На початку XVIII століття Тайкури переходять до Пепловських. 1778 року граф Юзеф Мйончинський продав свою частку маєтностей у Тайкурах, Мирополі на Волині А. С. Млодзєйовському. З 1822 року власниками містечка стає рід Ілінських. У 1825 році у Тайкурському замку трапилася велика пожежа, через що його назавжди покинули власники і у ньому більше ніхто не мешкав, у 1876 році замок був розібраний на матеріали євреям, кінцевого занепаду він зазнав під час Першої світової війни.
9 липня 1943 року німці, поляки й мадяри вбили 30 місцевих жителів. Зокрема, поляками вбито й спалено живцем 18 селян[первинне джерело].

## Архітектурні пам'ятки

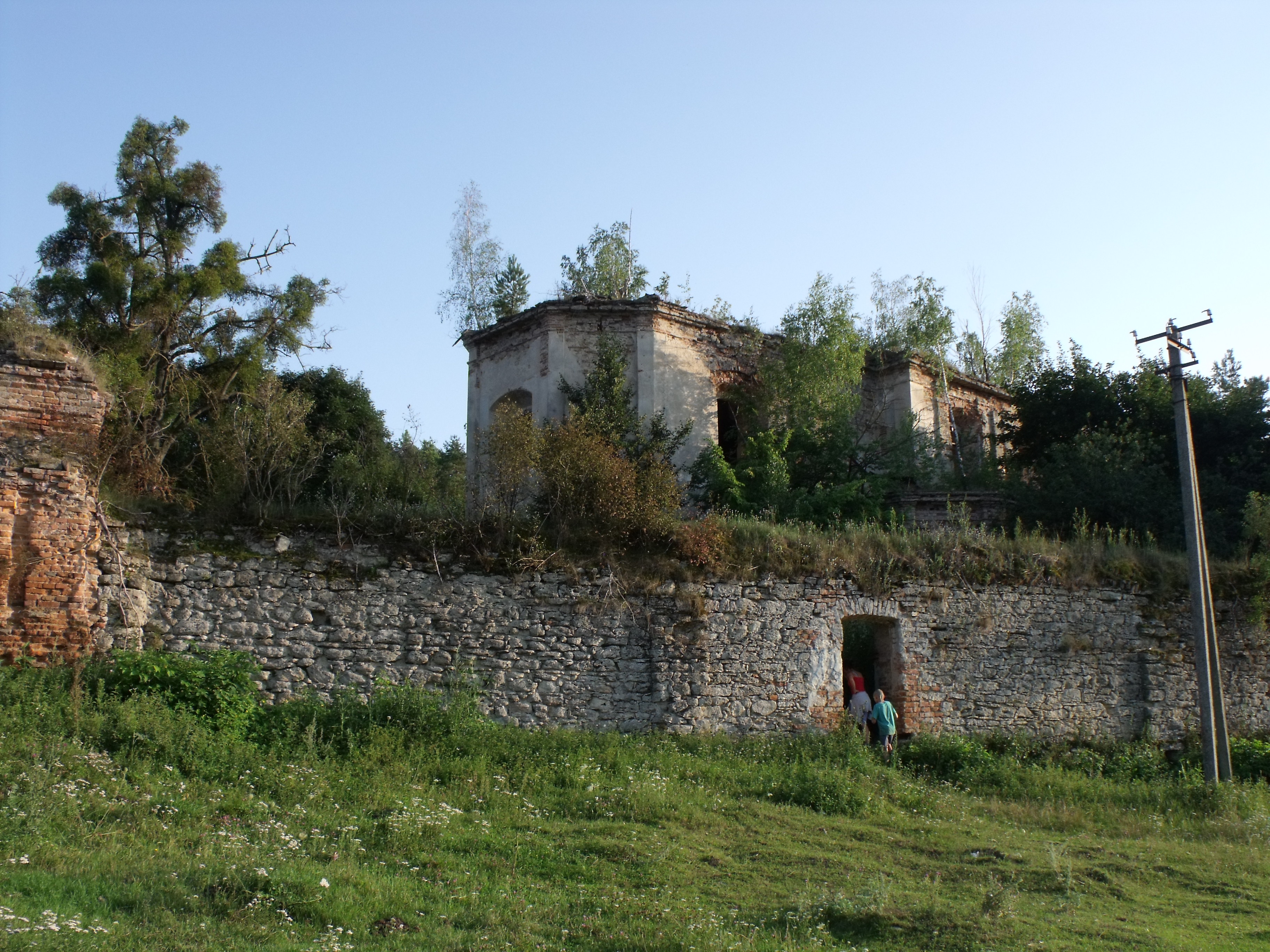
Костел святого Лаврентія

- Тайкурський замок (руїни), кінець XVI — початок XVII століття.
- Костел святого Лаврентія 1710 року (бароко; дослідниця Кінґа Блашке вказує на його певну схожість з костелом Різдва найсвятішої Діви Марії та святого Щепана першого мученика в Золотому Потоці[7]).
- Свято-Покровська церква 1730 року.
- Католицьке кладовище.

## Відомі особи
- Чапличі гербу Кердея, руський шляхетський рід, представники якого спочатку писалися як Кердеї-Тайкурські[8].
- Ян Павло Воронич (пол. Jan Paweł Woronicz, 3 липня 1757 — 6 грудня 1829) — польський поет, письменник, діяч католицької церкви. Єпископ краківський, архієпископ варшавський, примас Королівства Польського.

## Галерея

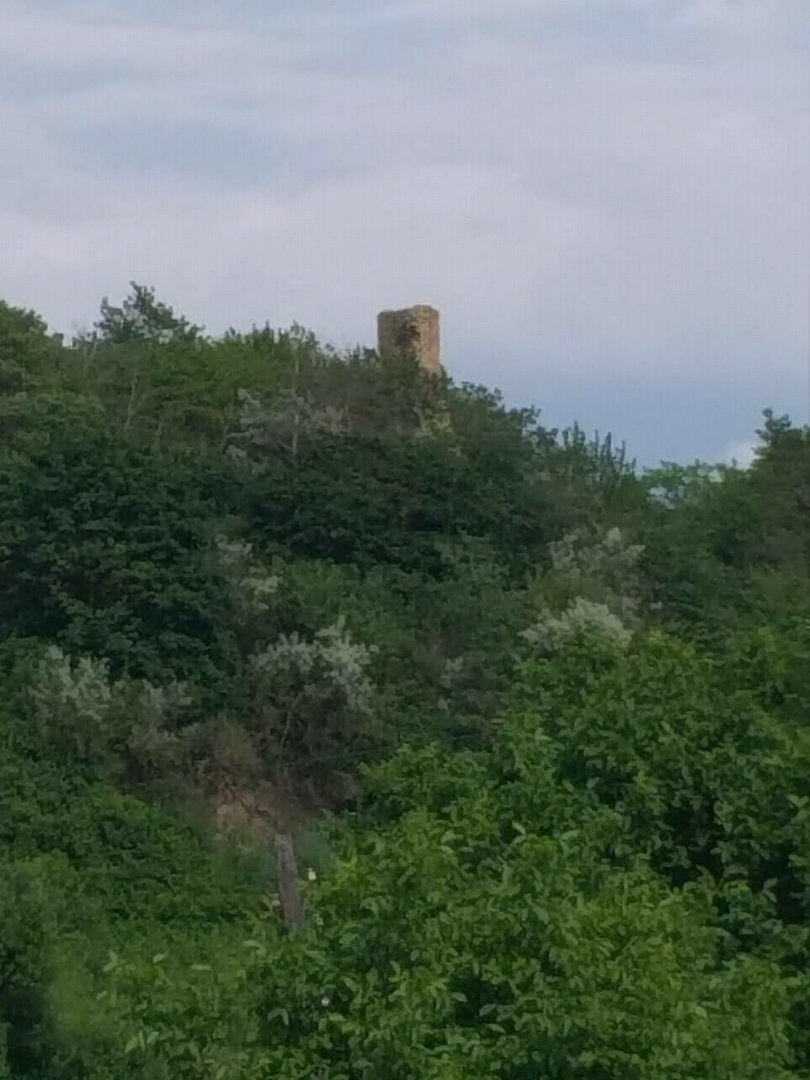
Південна вежа здалеку
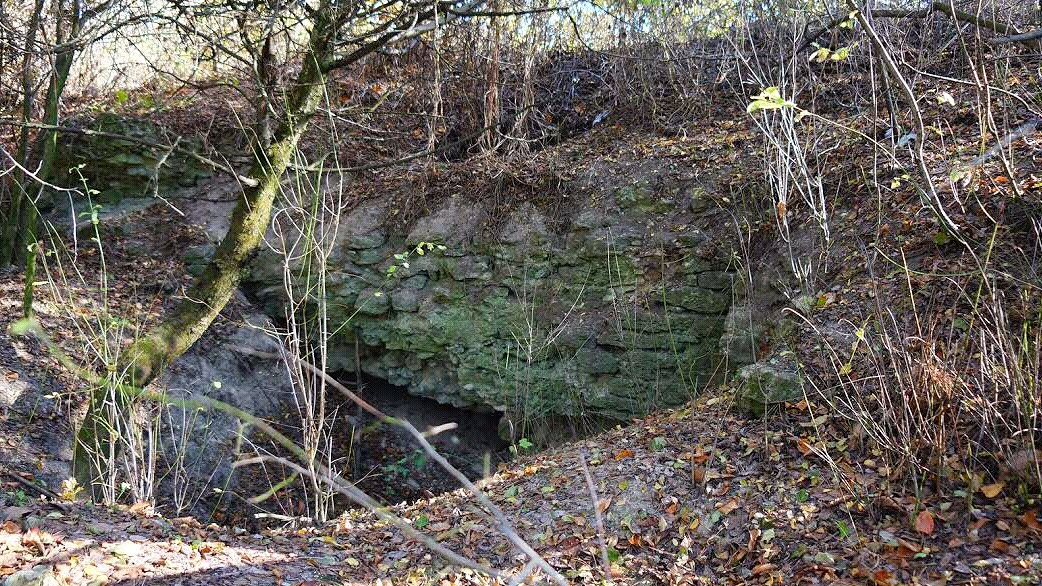
Залишки мура Тайкурського замку
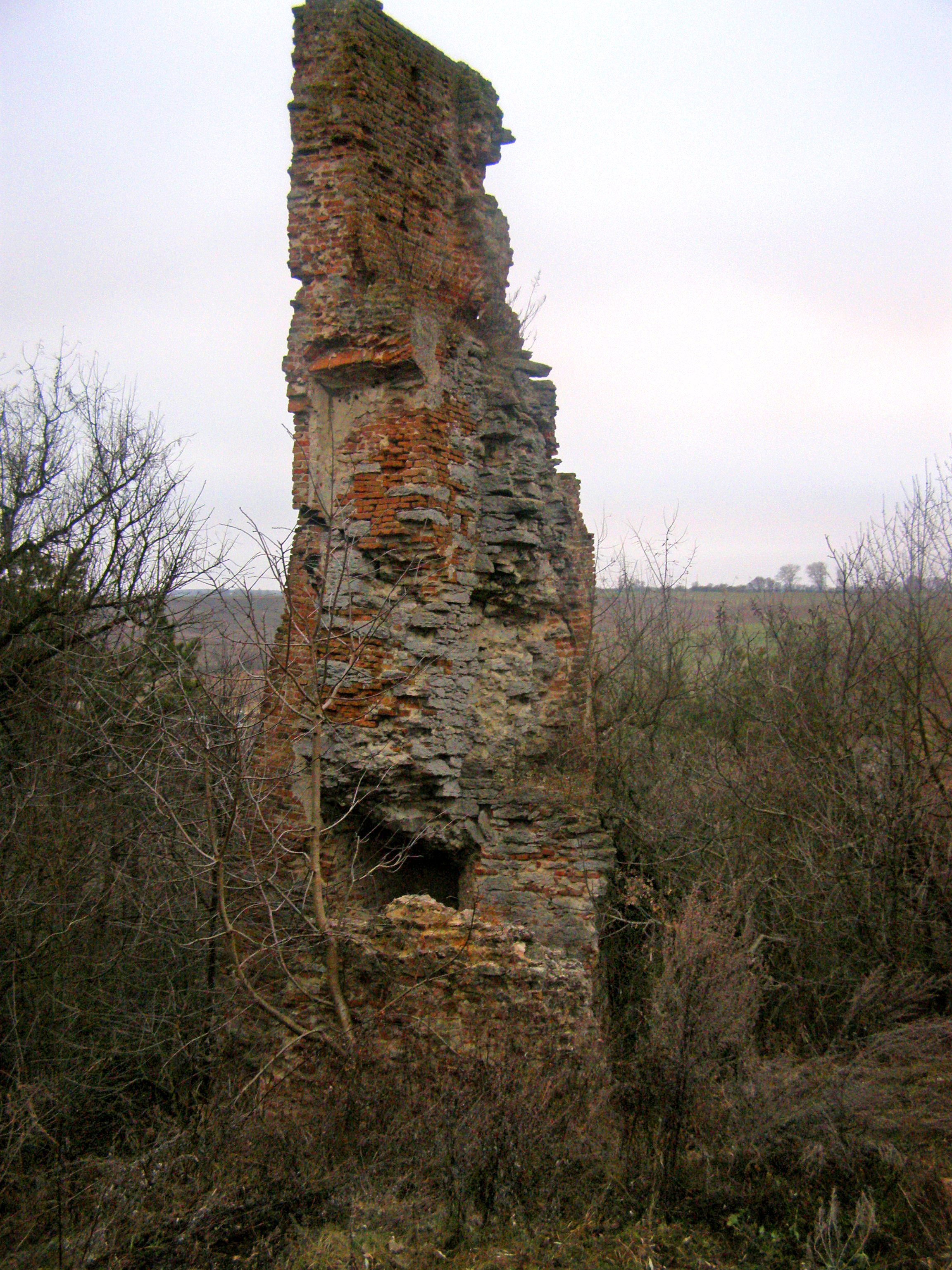
Руїни Тайкурського замку
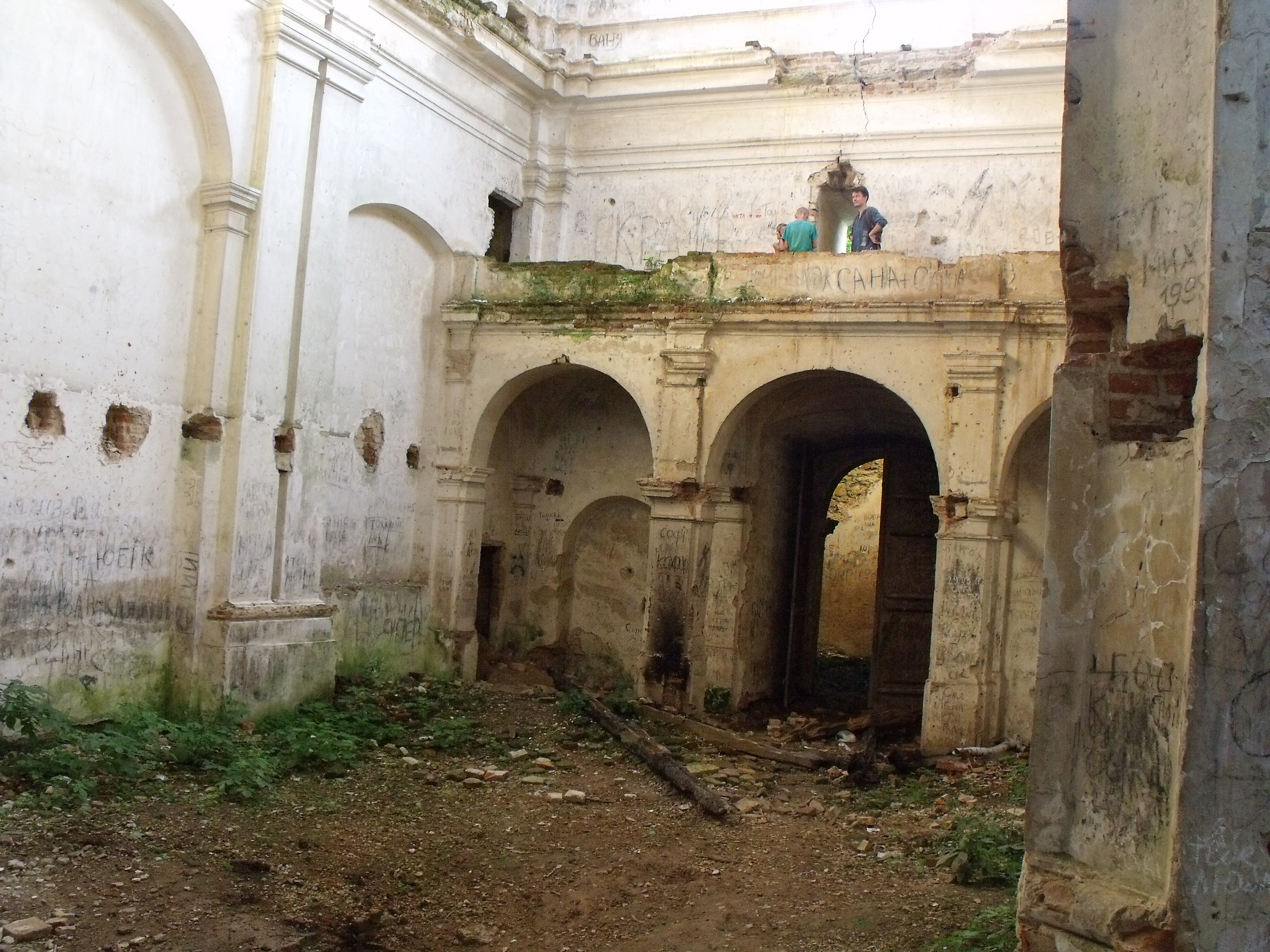
Костел усередині
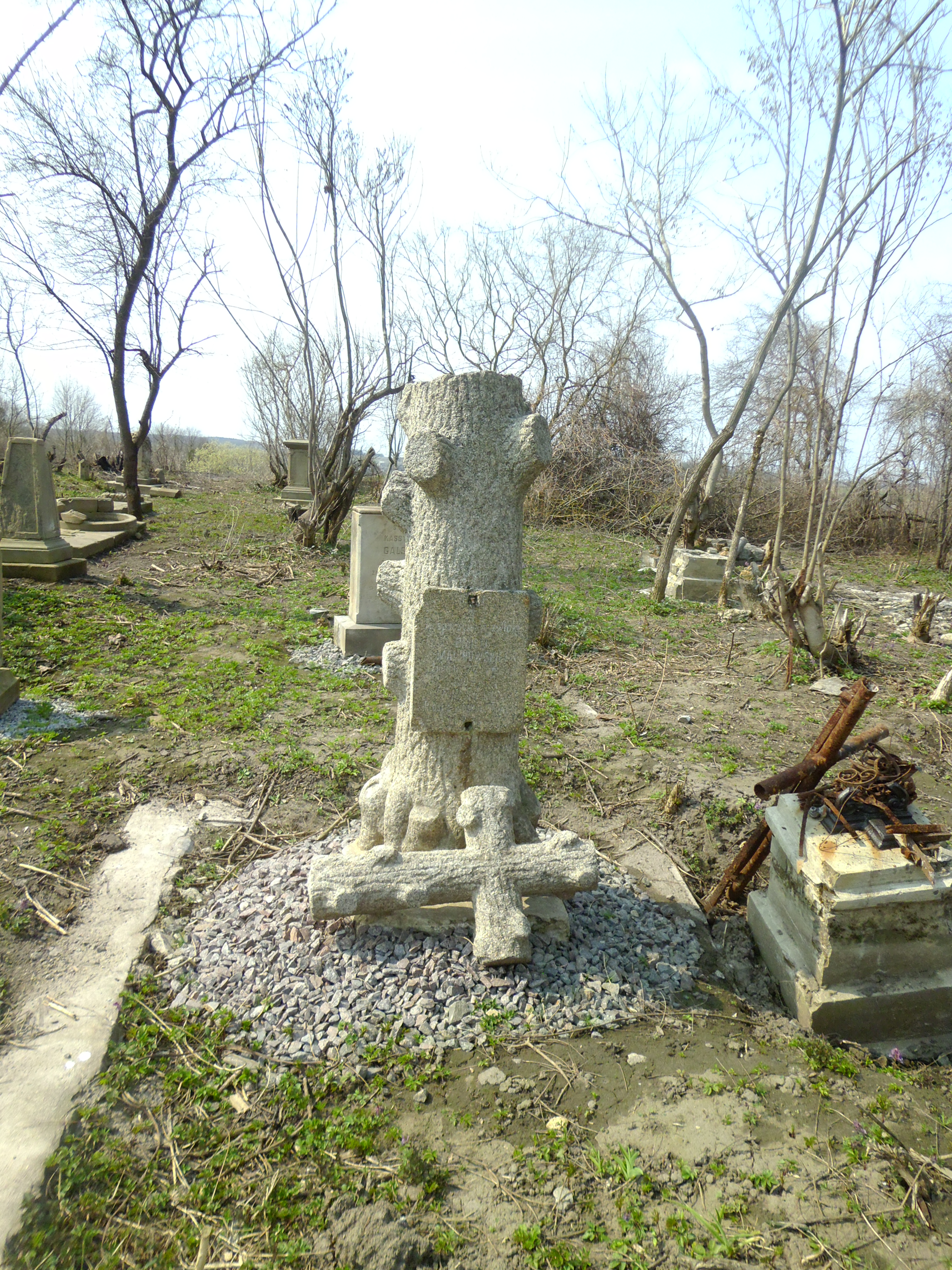
Католицьке кладовище
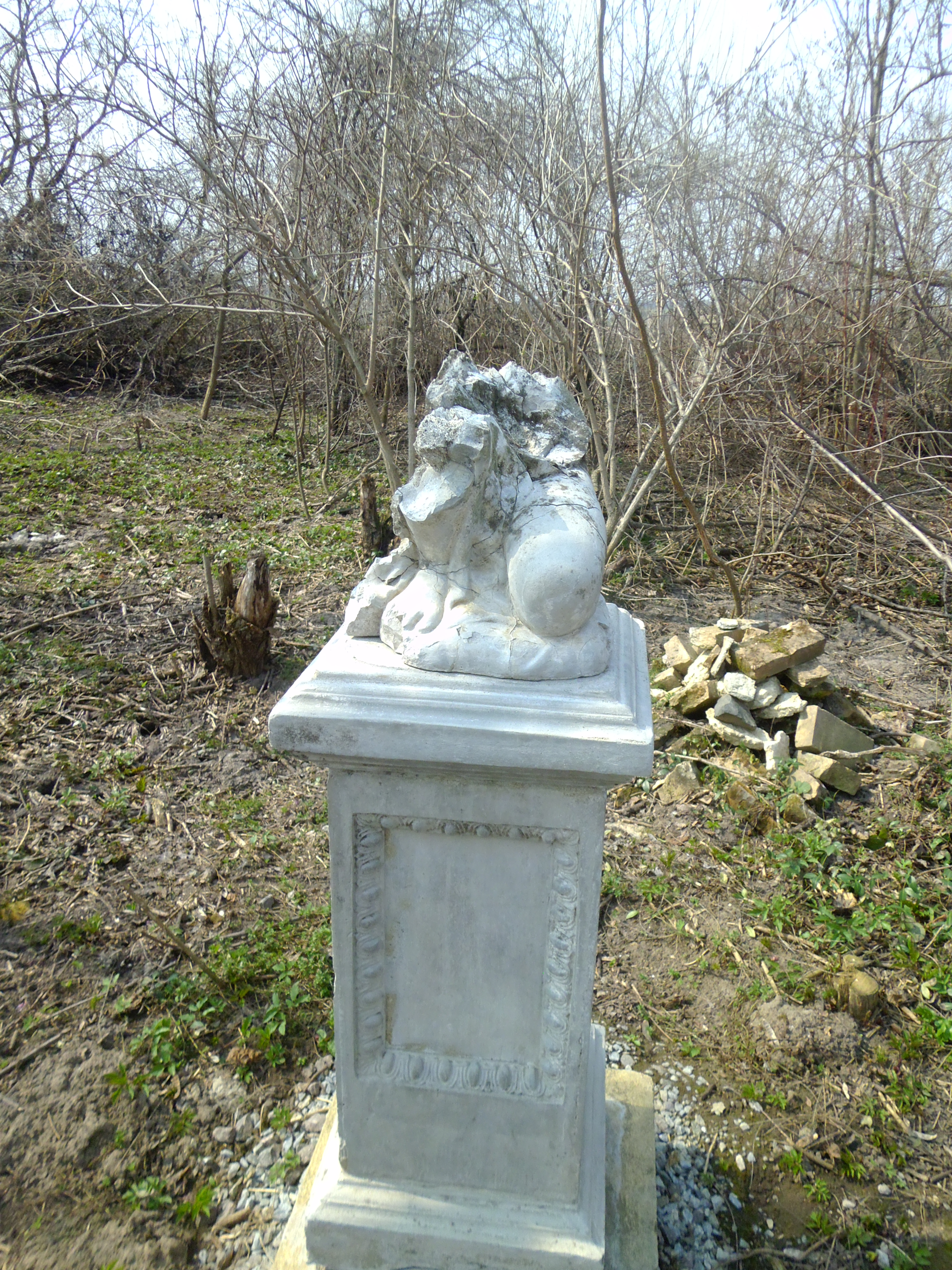
Пам'ятник на кладовищі
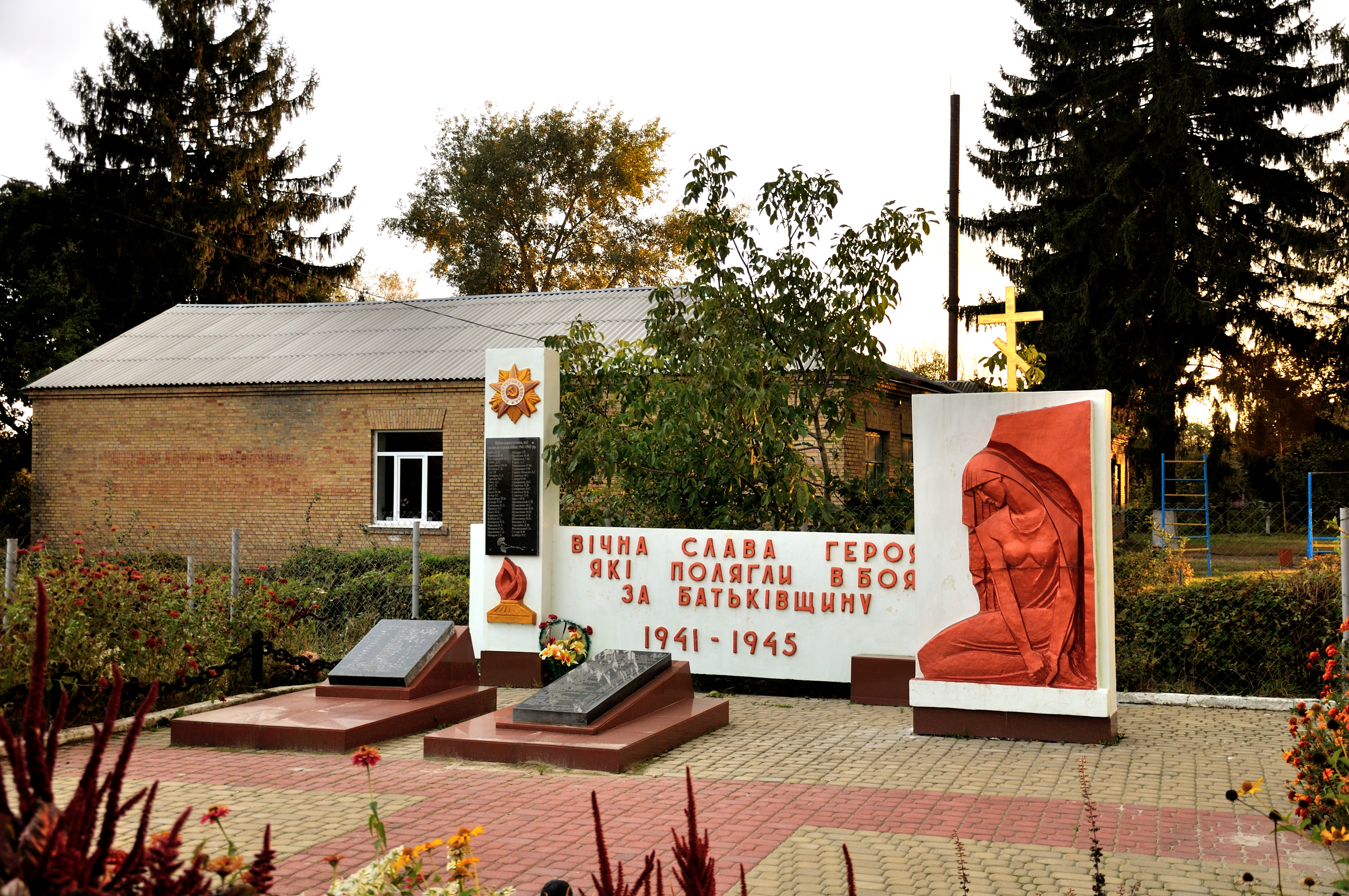
Братська могила воїнів та жертв нацизму